# Skoghall

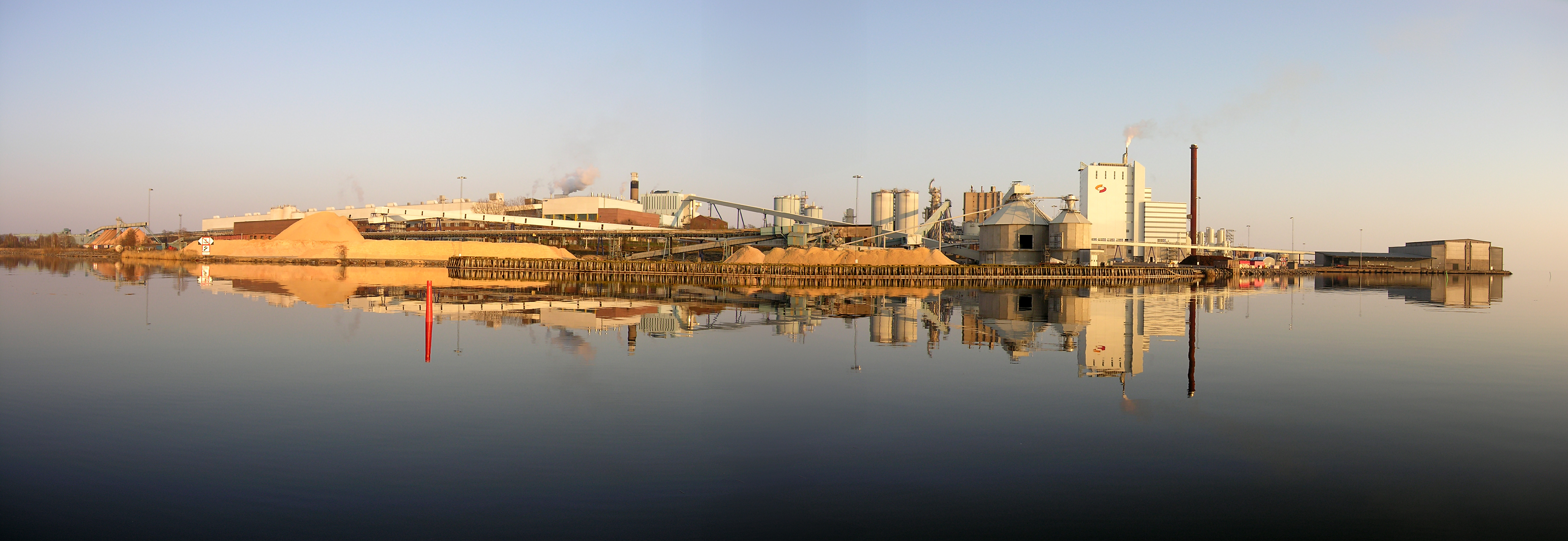
Zakłady Skoghalls bruk

Skoghall – miejscowość (tätort) w Szwecji, w regionie administracyjnym (län) Värmland. Siedziba władz (centralort) gminy Hammarö. 
Miejscowość położona jest w prowincji historycznej (landskap) Värmland, ok. 9 km na południe od Karlstad u ujścia rzeki Klarälven do jeziora Vänern.
Ośrodek przemysłowy, m.in. zakłady Skoghalls Bruk, należące do koncernu Stora Enso, produkujące opakowania kartonowe.
W 2010 r. Skoghall liczył 13 265 mieszkańców.